# Феніл

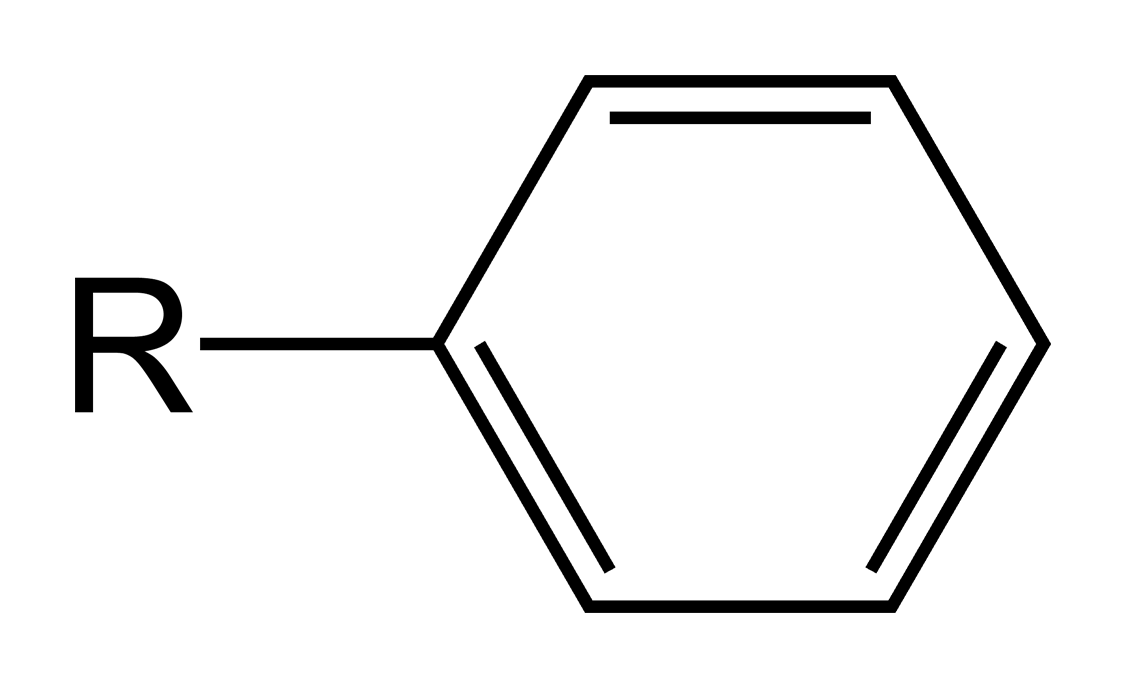
Фенільна група

Фені́л, Фенільна група (англ. phenyl, рос. фенил) — одновалентний ароматичний радикал, похідна від бензену -C6H5. Коротке позначення в органічній хімії — Ph. 
Група утворена відщепленням атома Н в бензольному кільці. Входить до складу багатьох природних і синтетичних сполук (толуол, кумол, біфеніл, фенол, анілін, бензойна кислота, фенілаланін і ін.). Присутність фенільної групи суттєво впливає на фізичні і хімічні властивості речовин. Фенільні групи перешкоджають кристалізації полістиролу, що багато в чому визначає його властивості.
Формування фенільної групи і біогенних сполук, що містять цю групу, майже завжди здійснюється шикіматним шляхом. Попередниками практично всіх цих сполук є фенілаланін і метаболічно тісно пов'язаний з ним фенілпіруват. З тих же феніл-вмісних біогенних сполук, фенільна група яких формується іншими способами, можна згадати такі метаболічні похідні жирних кислот, як капілен, капілін, феніл-гептатріїн (містяться в тканинах і виділеннях деяких рослин). Способи ж формування власне бензольного кільця в живих організмах суттєво різноманітніші. Фенільна група в структурі біогенних сполук часто є частиною бензильної групи.